# World Gone Wrong
World Gone Wrong is het 29e studioalbum van Bob Dylan, uitgebracht op 26 oktober 1993 op Columbia Records . Het is net als voorganger Good as I Been to You een album zonder nieuwe eigen composities en bevat voornamelijk bluescovers en traditionals. De titelsong is een traditional, net als "Blood in My Eyes" bekend geworden door de The Mississippi Sheiks. Van Blind Willie McTell, voor wie Dylan in 1983 een song had geschreven, nam hij "Broke Down Engine" op. "Stack a Lee" is een bluesklassieker, beter bekend als "Stagger Lee".  

## Productie
Dylan nam het album met de hulp van Micajah Ryan op in zijn garage in Malibu, met alleen begeleiding van gitaar en mondharmonica. 

## Tracklist
Alle nummers zijn traditionals, gearrangeerd door Bob Dylan, behalve waar aangegeven.

| 1.                 | World Gone Wrong  |                     | 3:57 |
| 2.                 | Love Henry        |                     | 4:24 |
| 3.                 | Ragged & Dirty    | Willie Brown        | 4:09 |
| 4.                 | Blood in My Eyes  |                     | 5:04 |
| 5.                 | Broke Down Engine | Blind Willie McTell | 3:22 |
| Totale duur: 20:56 |                   |                     |      |

| 1.                 | Delia        |                                        | 5:41 |
| 2.                 | Stack a Lee  | arrangenent Frank Hutchison            | 3:50 |
| 3.                 | Two Soldiers |                                        | 5:45 |
| 4.                 | Jack-A-Roe   |                                        | 4:56 |
| 5.                 | Lone Pilgrim | Benjamin Franklin White, Adger M. Pace | 2:43 |
| Totale duur: 22:55 |              |                                        |      |

## Hitnoteringen
Het album bereikte nummer 70 op de Billboard 200 en nummer 35 op de UK Albums Chart.
- MusicBrainz release group: fb0d0547-c8ec-3300-8f70-6f45361578f3